# UH 25
UH 25 é uma mistura combustível para foguetes, com 75% de UDMH e 25% de hidrazina, foi desenvolvido para o veículo lançador europeu Ariane 2–4. Sendo par hipergólico com tetróxido de nitrogênio como oxidante, podem ser armazenados como líquidos em temperatura ambiente.[carece de fontes?]

## Etiquetas de segurança
|         |              |
| T óxico | F InFlamável |